# Maliqueo
Maliqueo (Malikeo) ist eine osttimoresische Siedlung im Suco Ailok (Verwaltungsamt Cristo Rei, Gemeinde Dili). Sie liegt auf einem Bergrücken im Süden der Aldeia Malboro/Maliqueo, auf einer Meereshöhe von 471 m. Das Dorf befindet sich südlich der Landeshauptstadt Dili, nordwestlich des Ortes Quituto.